# Gypsum, Kansas
Gypsum är en ort i Saline County i Kansas. Vid 2020 års folkräkning hade Gypsum 400 invånare.